# Вальтер Фабер
Вальтер Фабер (нім. Walther Faber; 30 серпня 1888, Брауншвейг — 18 грудня 1945, замок Айхгоф, Кобург) — німецький офіцер, контрадмірал запасу крігсмаріне.

## Біографія
1 квітня 1906 року вступив у кайзерліхмаріне. Учасник Першої світової війни. Після демобілізації армії залишений в рейхсмаріне. З 28 серпня 1938 року — керівник групи відділу військових наук ОКМ. 4 квітня 1945 року звільнений у відставку.

## Звання
- Морський кадет (1 квітня 1906)
- Фенріх-цур-зее (6 квітня 1907)
- Лейтенант-цур-зее (30 вересня 1909)
- Оберлейтенант-цур-зее (19 вересня 1912)
- Капітан-лейтенант (20 лютого 1917)
- Корветтен-капітан (1 травня 1925)
- Фрегаттен-капітан (1 жовтня 1930)
- Капітан-цур-зее (1 жовтня 1932)
- Контрадмірал запасу (31 березня 1940)

## Нагороди
- Залізний хрест
  - 2-го класу (23 лютого 1916)
  - 1-го класу (4 жовтня 1918)
- Хрест «За військові заслуги» (Брауншвейг) 2-го класу (26 вересня 1918)
- Знак пілота ВМФ (16 червня 1919)
- Почесний хрест ветерана війни з мечами (7 листопада 1934)
- Медаль «За вислугу років у Вермахті» 4-го, 3-го, 2-го і 1-го класу (25 років; 2 жовтня 1936) — отримав 4 нагороди одночасно.
- Хрест Воєнних заслуг 2-го класу з мечами (1 вересня 1942)